# Gesteeld spikkelschijfje
Het gesteeld spikkelschijfje (Ascobolus lignatilis, soortaanduiding lignatilis: behorend bij hout) is een schimmel die behoort tot de familie Ascobolaceae van de ascomyceten. Het gesteeld spikkelschijfje is in Nederland zeer zeldzaam en groeit op rottend hout, takken of bladeren, mesthopen, rottend stro, op uilenballen, uitwerpselen van koeien en mensen en op alles wat vermengd is met mest of urine.

## Kenmerken
Het gesteeld spikkelschijfje is heterothallisch en bipolair. De bruine, gele of groene, tot 15 mm grote ascocarp is een apothecium, dat op een 5 - 12 mm dik en tot 5 mm hoog, gegroefd steeltje staat. Het jonge apothecium is gesloten en min of meer rond of cilindrisch, volgroeid is het apothecium open en afgeplat. De rijpe sporenzakjes zijn als stipjes op de vlakke bovenkant te zien. Het hymenium is 150 - 190 µm dik. Het hypothecium is ongeveer 30 µm dik en bestaat uit dicht opeengepakte, isodiametrische, 7 - 11 µm grote cellen. Het merg kan in het centrale deel tot meer dan 4000 µm dik zijn. De doorzichtige mergcellen zijn min of meer rond of rond, 7 - 12 µm groot. Het excipulum is 24 - 50 µm dik en bestaat uit min of meer ronde 12 - 20 µm grote cellen en is bedekt met onregelmatig gevormde groepen ronde cellen. De doorzichtige, 1,5 - 2, 5 µm dikke, aan de top tot 6 µm dikke, cilindrische parafysen zijn onvertakt of vertakt en hebben tussenwanden.
Het apothecium steekt uit het groeimedium.
De sporenzakjes zijn knuppelvormig, bovenaan rond en 160 - 230 × 16 - 20 µm groot. De acht sporen liggen meestal in twee rijen. De 16 - 19,5 × 8,5 - 10 µm grote, opgezwollen 22 × 13 µm grote, netvormig gestreepte, ellipsoïde tot spoelvormig-ellipsoïde, violette ascosporen worden in de turbulente luchtzone boven de bodem weggeschoten met behulp van een sporenkanon. De 'loop' van het sporenkanon, het sporenzakje, wordt met behulp van een lenzensysteem door de lichtinval gericht.